# 言論自由 (油畫)
《言論自由》（英語：Freedom of Speech）是諾曼·洛克威爾《四大自由》系列油画中的首幅作品。这四幅油画代表的理念都源自第32任美国总统富兰克林·德拉诺·罗斯福1941年1月6日国情咨文中的四大自由。
《言論自由》於1943年2月20日在《星期六晚邮报》首發，一同發佈的還有小説家布斯·塔金頓的文章，來作為四大自由系列的一部分。洛克威爾認為此作與《信仰自由》是全系列中最成功的作品。因爲洛克威爾喜歡在他的畫作反映出他曾經歷或者展望的生活，因此對於此作反映了真實事件並不感到驚奇。

## 背景
《言論自由》是诺曼·洛克威尔《四大自由》系列的首幅作品。这四幅画的灵感源自第32任美国总统富兰克林·德拉诺·罗斯福1941年1月6日向第77届联邦国会发表的演说，演说中倡导的目标便是“四大自由”。在四大自由中，只有言論自由和信仰自由被列入美國憲法中。四大自由主题之后写入同盟国对第二次世界大战的政策声明《大西洋宪章》，還成爲《联合国宪章》的组成部分。四幅画作连续四周在《星期六晚邮报》刊登，并配有知名作家的文章。《言论自由》于1943年2月20日刊登，《信仰自由》于2月27日刊登，《免于匮乏的自由》于3月6日刊登，《免于恐惧的自由》在3月13日刊登。這一系列作品之后作为海报大量印发，还成为美国政府战争债券的附图。

## 画作內容
《言論自由》是以美國本土市民大會為場景。主要内容講述了小鎮行政委員宣佈因爲舊有的學校被燒毀，所以即將建造一所新學校，吉姆·埃傑頓（Jim Edgerton）是全鎮唯一一個反對這項政策的人，而行政委員根據議定書的條例給予他發言的機會。洛克威尔一想像到這個主題可以反映出言論自由時，就馬上決定讓他在佛蒙特州的鄰里擔任四大自由系列的模特兒。畫中的發言者為藍領階級，其身穿方格襯衫、絨面革夾克，有著一雙骯髒的手和比其他出席者更爲黝黑的皮膚。而其他出席者均穿著襯衫、夾克，戴著領帶。在出席者中有一位男士佩戴結婚戒指，而發言者則沒有佩戴。年輕的埃傑頓以他的巧手製作了那一件溫暖、有污漬的夾克，與其他看起來較爲年長、穿著正式服裝的出席者們形成對比。作品中他「站的挺直，嘴巴微微張開，那閃爍的眼睛使人驚呆，不受限制和害怕地説出自己心中的想法。」埃傑頓被描繪得像亞伯拉罕·林肯的樣子。《華爾街日報》的布魯斯·科爾（Bruce Cole）認爲作品中最外面的男士透露了會議的主題是「城鎮年度報告討論會」。約翰·厄普代克認爲這幅作品的畫面似乎沒有筆觸的痕跡。羅伯特·斯科爾斯覺得畫中的觀衆以欣賞的目光來全神貫注地看著那孤單的發言者。

## 创作

洛克威尔从多种角度為這幅作品嘗試多種版本，其中包括這幅。

洛克威尔花費了兩個多月以及四次重畫才有作品的最後版本。斯科爾斯認爲油畫主題看起來像法蘭克·卡普拉電影中賈利·古柏或者詹姆斯·史都華所所飾演的角色。每一個版本都描繪了一位藍領階級、穿著休閑的男士站在城鎮會議上，然而每幅都呈現了不同的角度。早前版本都因多種主題聚集在畫面中使焦點不集中，以及主題不適合的擺放位置和角度使信息不清晰，而令洛克威尔困惑不已。畫中人物是以他在阿靈頓的鄰里為模特兒：卡爾·赫斯（Carl Hess）就是畫中害羞、勇敢的年輕工人。吉姆·馬丁（Jim Martin）出現在畫面中，他同時也出現在了整個系列的油畫畫面中。洛克威尔的助理吉恩·佩勒衔（Gene Pelham）在其挑選模特時爲他推薦了在鎮上擁有一所加油站，其小孩與洛克威爾的小孩同校的赫斯，因爲佩勒衔認爲他「有崇高的思想」。其他模特包括赫斯的父親亨利（Henry，露出左耳）、吉姆·馬丁（畫的右下角）、哈利·布朗（Harry Brown，畫的右方，露出頭頂和眼睛）、羅伯特·本尼迪克特爵士（Robert Benedict, Sr.，畫的左方）和蘿絲·霍伊特（Rose Hoyt，畫的左方）。洛克威尔的眼睛也出現在了油畫的左方的角落處。赫斯在當時已經結婚，亨利·赫斯是一位德國移民。絨面革夾克的主人是佩勒衔。赫斯為了這幅作品向洛克威爾擺出八種不同的姿勢，而其他模特則分別獨自為洛克威爾擺姿勢。
作品早前的草圖是其他人直接圍坐在赫斯身邊。赫斯認爲這個描繪可以更自然些，但遭到洛克威爾的拒絕，他認爲：「這幅作品可以很多樣化，它可以以任何方式呈現，而且不需要特別安置在哪裏或者説些什麽。」他感覺視角是長椅高度向上的位置更具戲劇性。洛克威爾向《郵報》的子公司Yates解釋說因爲過度勞累的關係，所以他在早期的嘗試后就開始畫《言論自由》。他有兩度快完成作品，但因爲覺得缺少了什麽而重畫。之後，他的最後版本將主題放在發言者身上，而不是集會。《郵報》的主編本·希布斯（Ben Hibbs）在作品隨同文章上選擇了小説家、劇作家和普立茲獎獲得者塔金頓的文章。在二戰期間，購買戰爭債券的人都收穫了「四大自由」的有色複製品，而在複製品的紀念封面上有「言論自由」字樣。

## 隨同文章
塔金頓的隨同文章於1943年2月20日在《星期六晚邮报》發表。這篇文章準確來説應該是寓言或者道德故事，内容講述了年輕的阿道夫·希特勒和貝尼托·墨索里尼于1912年在阿爾卑斯山會面。在這次虛構的會面中，這兩個人打算透過壓制言論自由，讓他們可以在各自的國家繼續實施獨裁統治。

## 專業評價
作品因爲其焦點，以及發言者前面那引人入勝的空長椅而受到讚揚。作品採用了純黑色的黑板作爲背景，這雖然可以更加突出主題，卻幾乎掩蓋了洛克威爾的簽名。黛博拉·所羅門認爲這幅作品「使發言者充滿了高高在上的感覺，這有賴於他的鄰里們是真正地敬仰他」。

### 脚注
1. 1 2 3  U.S. News & World Report, L.P.
2. 1 2  Murray and McCabe，第61頁.
3. ↑  Hennessey and Knutson，第102頁.
4. 1 2 3  2009 Free Speech Personified.
5. ↑  Boyd，第12頁.
6. ↑  Kern，第287頁.
7. 1 2 3 4 5  Meyer，第128頁.
8. ↑  Norman Rockwell and the Four Freedoms.
9. ↑  A View of the American Homefront.
10. 1 2 3 4  Solomon，第205頁.
11. 1 2 3 4 5  Solomon，第207頁.
12. ↑  Updike and Christopher，第22頁.
13. 1 2  Scholes，第98-100頁.
14. 1 2  Hennessey and Knutson，第100頁.
15. ↑  Art: I Like To Please People.
16. ↑  Murray and McCabe，第35頁.
17. ↑  Claridge，第307頁.
18. ↑  Murray and McCabe，第46頁.
19. ↑  Murray and McCabe，第79頁.
20. ↑  Westbrook，第218-220頁.